# フェロー・クローネ
フェロー・クローネまたはフェロー・クローナ（færøske kroner）は、デンマークの自治領であるフェロー諸島の通貨。

## 概要
独自のモチーフを使った紙幣がデンマーク中央銀行で発券されている。主なモチーフはフェロー諸島の自然・動物など。硬貨については、デンマークの物がそのまま使用されている。独立した通貨ではないため、ISO 4217はない（コードはデンマークと同じDKKである）。為替レートはデンマーク・クローネと同じである。
デンマークの銀行では手数料なしでデンマーク・クローネとの両替可能。
デンマーク国立銀行で発券されているが、多くのデンマーク人はフェロー・クローネの存在を知らないと言われている。

## 貨幣

### 紙幣
- 50クローネ
- 100クローネ
- 200クローネ
- 500クローネ
- 1000クローネ